# When Calls the Heart (telefilme)
When Calls the Heart é um telefilme americano-canadense-romeno original do Hallmark Channel. Foi escrito e dirigido por Michael Landon Jr. e estrelado por Maggie Grace, Stephen Amell, Poppy Drayton e Daniel Sharman.
Inicialmente foi desenvolvido como um filme piloto baseado no romance homônimo (1983) de Janette Oke. Em março de 2013, o Hallmark anunciou que aprovou uma série de 10 episódios e também agendou o filme para 5 de outubro. Depois mudou oficialmente a data para 19 de outubro. Com When Calls the Heart em produção para estrear em janeiro de 2014, o canal divulgou que o filme serve como seu precursor. Porém, a mudança de elenco, personagens e acontecimentos provou que isso não é possível.

## Sinopse
O filme conta duas histórias parecidas mas em diferentes épocas. A primeira é ambientada em 1910, quando a bela, rica, culta e sofisticada jovem de 22 anos Elizabeth Thatcher (Poppy Drayton) consegue seu primeiro emprego como professora longe de sua casa em uma cidade da fronteira. Sua família não quer que ela vá, porém Elizabeth se torna determinada a provar que eles (especialmente sua irmã) estão errados. Sendo por vezes estressada e talvez um tanto donzela, como ela poderia se encaixar no Oeste Selvagem? Ao procurar por ajuda nos livros, Elizabeth encontra o diário de sua tia sobre experiências ensinando no Oeste. É através desse diário que vemos a segunda história, protagonizada por outra Elizabeth Thatcher (Maggie Grace), uma jovem mulher que não sabe como reagir aos perigos da fronteira e ao charme do belo Wynn (Stephen Amell). Inspirada pelos feitos de sua tia, a jovem decide viver sua nova aventura, usando o diário como seu guia, contando com a ajuda de Edward (Daniel Sharman), um policial e amigo da família por quem ela esconde uma atração.

## Elenco
- Maggie Grace - Tia Elizabeth Thatcher
- Stephen Amell - Wynn Delaney
- Poppy Drayton - Elizabeth Thatcher
- Daniel Sharman - Edward Montclair
- Cherie Lunghi - Senhora Thatcher (como Cheri Lunghi)
- Christopher Villiers - Senhor Thatcher
- Jean Smart - Frances Tunnecliffe
- Lori Loughlin - Abigail Stanton
- Daisy Head - Julie Thatcher (como Daisey Head)
- Lee Williams - Thomas Higgins
- Natasha Calis -	Perlie Leverly
- Tygh Runyan - Phillip Delaney Sr